# Уилям Хъскисън
Уилям Хъскисън (на английски: William Huskisson; 11 март 1770 – 15 септември 1830) е английски политик, член на парламента.

## Биография
Уилям Хъскисън е роден в графство Устършър. От 1783 до 1792 година живее в Париж, Франция, където негов чичо работи като лекар в посолството на Великобритания, като това му дава шанса да наблюдава развитието на Френската революция.
През 1793 г. е избран в парламента от графство Нортъмбърленд, като след това до смъртта си остава член на парламента и влиза в състава на няколко правителства.
След разногласия с премиер-министъра лорд Артър Уелсли (херцог Уелингтън) през 1828 година, е принуден да подаде оставка.
На 15 септември 1830 година, при откриването на нов железопътен участък от линията Ливърпул-Манчестър, Хъскисън решава да заговори лорд Уелсли, който се намира от другата страна на коловоза. Прекосява релсите, без да забележи приближаващия се влак и загива на място, превръщайки се в първата жертва на влак.